# 蠱惑の刻
『蠱惑の刻』（こわくのとき）は、2007年7月27日にTinkerBellから発売されたアダルトゲーム。および、それを原作とする成人向けOVA。

## 解説
山奥の館を舞台としたホラーアドベンチャーゲームで、凄惨な場面が多い反面トゥルーエンドは穏やかなものになっている。同じブランドの『淫妖蟲』シリーズのスタッフが本作に参加しており、『淫妖蟲』から受け継がれた要素もある。
個別ルートのあるヒロインは雪乃・藍・桃子であり、すべてのルートを攻略すると、『淫妖蟲 蝕』のゲストキャラクターである月白姉妹のルートが解放される。
2011年から2014年にかけてPoROからOVAが発売された。

## あらすじ
主人公・壬生京介は探偵事務所を営み、興味のある依頼だけを引き受けるという気ままな生活を送っていたが、毎晩見知らぬ少女が凌辱される夢に悩まされてもいた。
ある日、彼は人探しの依頼を受け、助手の桃子とともにある山奥の田舎町に来るも、道に迷い、ある館へとたどり着いた。そこで彼は夢に出てきた少女とそっくりな少女と出会い、同時に陰惨な事件に巻き込まれた。

## 登場人物
※声優はゲームのもの、OVA版は声優非公表。
壬生 京介（みぶ きょうすけ）
本作の主人公。
本郷 雪乃（ほんごう ゆきの）
声：中野志乃
館に住まう少女。最低限のことしか話さない。ある儀式のために、村中の男たちから凌辱されている。
本郷 藍（ほんごう あい）
声：安堂りゅう
雪乃の妹。道に迷った京介らを案内し、さらには京介のことをお兄ちゃんと呼んで慕う。
本郷 瑠璃子（ほんごう るりこ）
声：名和野恋
本郷姉妹の母親にして、館の女主人である後家。
桃野 桃子（ももの ももこ）
声：中瀬ひな
京介の助手で、『はなマルッ!』の桃野桃の実妹にあたる。家事や仕事など多くのことをこなし格闘技に長けているが、ドジな一面もある。
月白 菊花（つきしろ きくか）
声：中野志乃
『淫妖蟲 蝕』からのゲストキャラクターで、桜花の双子の姉。
月白 桜花（つきしろ おうか）
声：安堂りゅう
『淫妖蟲 蝕』からのゲストキャラクターで、菊花の双子の妹。
六四蔵

## OVA
- 蠱惑の刻 腹ボテクール・雪乃 
2011年10月28日発売
- 蠱惑の刻 つるペタ・藍
2012年3月30日発売
- 蠱惑の刻 巨乳だるまっ娘・桃子
2013年10月25日発売
- 蠱惑の刻 切ない少女の調べ
2014年7月25日発売

## 反響

### 受賞
本作は美少女ゲームアワード2007のハード系作品賞を受賞した。
選考者の一人であるパソコンパラダイスの編集長・高橋は、エロス表現が群を抜いていたと評価している。

### 評価
アダルトゲームライターのカズオは本作以前のTinkerbellの作品を4本プレイしたことがあり、本作はその4本を上回る過激さだとした。